# Melanesia

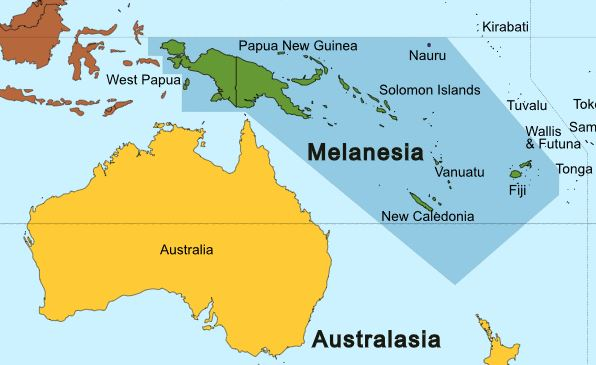
Mappa della Melanesia, che ne mostra la posizione all'interno dell'Oceania

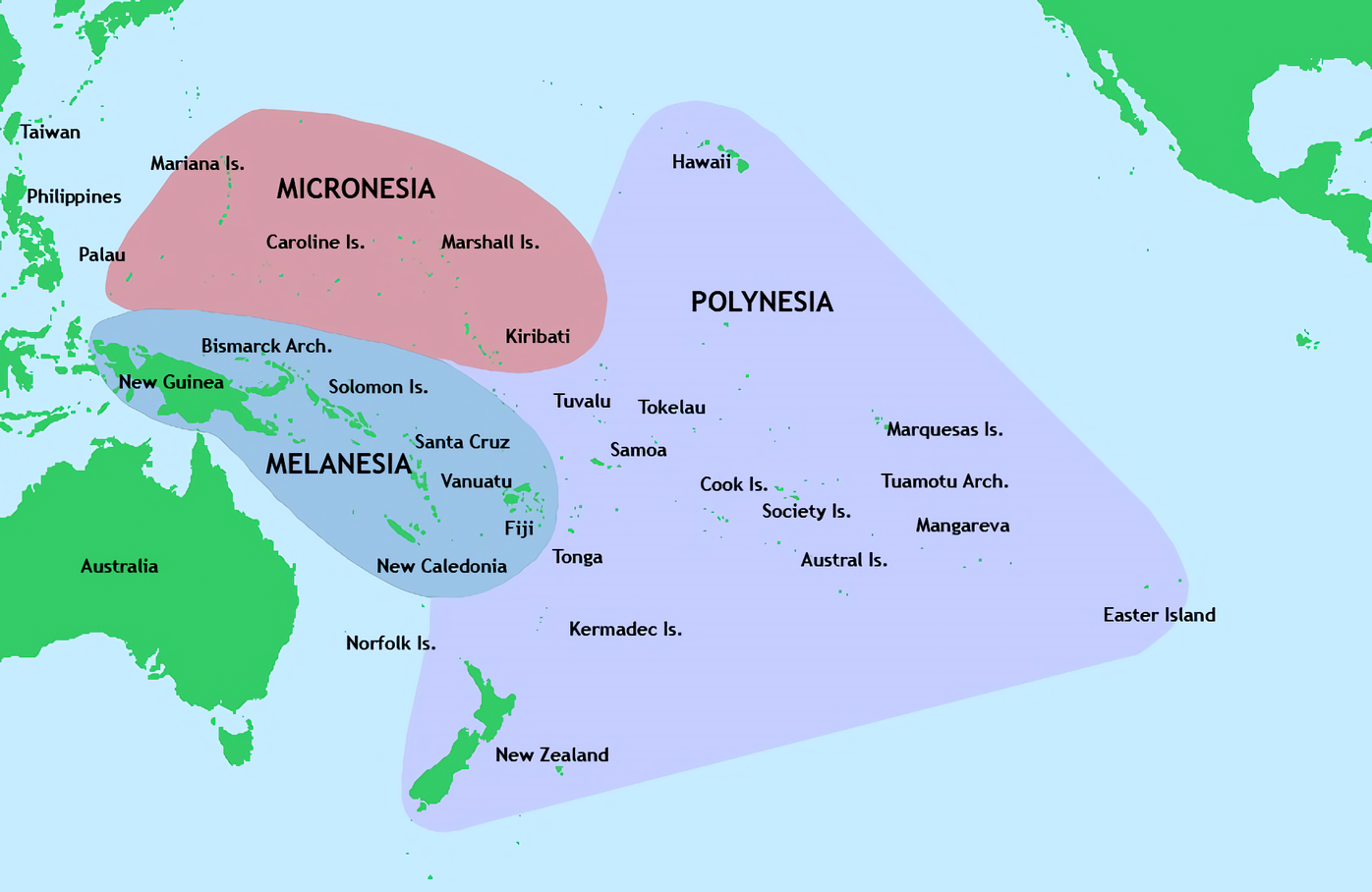
La Melanesia è una delle tre principali aree culturali delle isole dell'Oceano Pacifico, insieme a Micronesia e Polinesia.

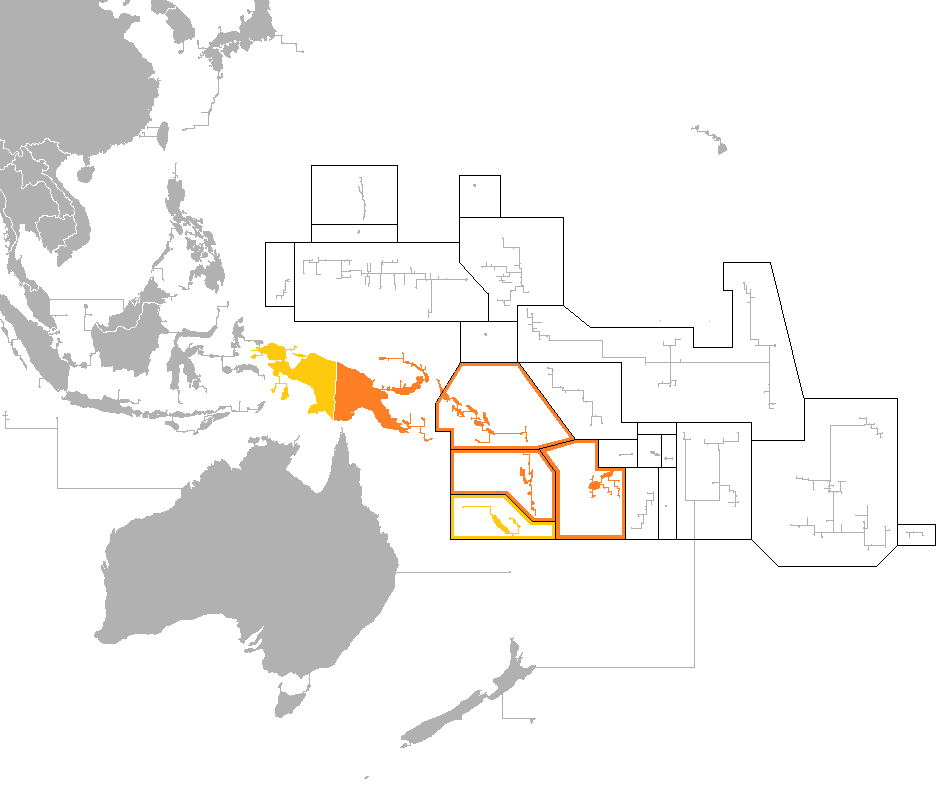
Contorno delle isole sovrane (arancione) e isole dipendenti (giallo)

La Melanesia è una macroregione dell'Oceania situata nell'oceano Pacifico sudoccidentale. Si estende dalla Nuova Guinea a ovest fino alle isole Figi a est, includendo anche il mare di Arafura.
La regione comprende i quattro paesi indipendenti di Figi, Vanuatu, Isole Salomone e Papua Nuova Guinea. Include anche la parte indonesiana della Nuova Guinea, la collettività francese d'oltremare della Nuova Caledonia e le Isole dello Stretto di Torres. Quasi tutta la regione si trova nell'emisfero australe; solo alcune piccole isole, che non sono politicamente considerate parte dell'Oceania, in particolare le isole nord-occidentali della Nuova Guinea occidentale, si trovano nell'emisfero boreale.
Il nome Melanesia (in francese Mélanésie) fu utilizzato per la prima volta nel 1832 dal navigatore francese Jules Dumont d'Urville. Egli coniò i termini Melanesia e Micronesia per affiancarli alla già esistente Polinesia, al fine di classificare ciò che considerava le tre principali regioni etniche e geografiche del Pacifico.
Le popolazioni indigene delle isole della Melanesia sono chiamate Melanesiani. Si tratta di un insieme eterogeneo di diversi gruppi genetici ed etnici, con pratiche culturali diverse (mitologia, musica, arte, ecc.) e appartenenti a diverse famiglie linguistiche non correlate. Nonostante queste differenze, esse insieme costituiscono una vasta area con una lunga storia di scambi.

## Etimologia e ambiguità del nome
Il nome Melanesia (dal greco antico: μέλας, mélas, letteralmente 'nero', e νῆσος, nêsos, letteralmente 'isola') significa etimologicamente "isole degli uomini neri", in riferimento alla pelle scura degli abitanti.
Il concetto tra gli europei di Melanesia come regione distinta si sviluppò gradualmente nel tempo, man mano che le loro spedizioni mappavano ed esploravano il Pacifico. I primi esploratori europei notarono le differenze fisiche tra i gruppi di isolani del Pacifico. 
Nel 1756, Charles de Brosses teorizzò l'esistenza di una "razza nera antica" nel Pacifico, che sarebbe stata conquistata o sconfitta dai popoli di quella che oggi è chiamata Polinesia, distinguendoli per la pelle più chiara. Nella prima metà del XIX secolo, Jean-Baptiste Bory de Saint-Vincent e Jules Dumont d'Urville classificarono i melanesiani come un gruppo razziale distinto. 
Con il passare del tempo, tuttavia, gli europei iniziarono a considerare i melanesiani sempre più come un gruppo culturale distinto, piuttosto che razziale. Studiosi e altri commentatori non erano d'accordo sui confini della Melanesia, le cui descrizioni erano quindi piuttosto mutevoli. 
Nel XIX secolo, Robert Henry Codrington, un missionario britannico, produsse una serie di monografie sui "Melanesiani", basate sulla sua lunga residenza nella regione. Nelle sue opere pubblicate sulla Melanesia, tra cui The Melanesian Languages (1885) e The Melanesians: Studies in Their Anthropology and Folk-lore (1891), Codrington definì la Melanesia come comprendente Vanuatu, Isole Salomone, Nuova Caledonia e Figi. 
Sostenne che le isole della Nuova Guinea non dovessero essere incluse perché solo alcune delle sue popolazioni erano melanesiane. Inoltre, come Bory de Saint-Vincent, escludeva l'Australia dalla Melanesia.  Fu in queste opere che Codrington introdusse in Occidente il concetto culturale melanesiano di mana.

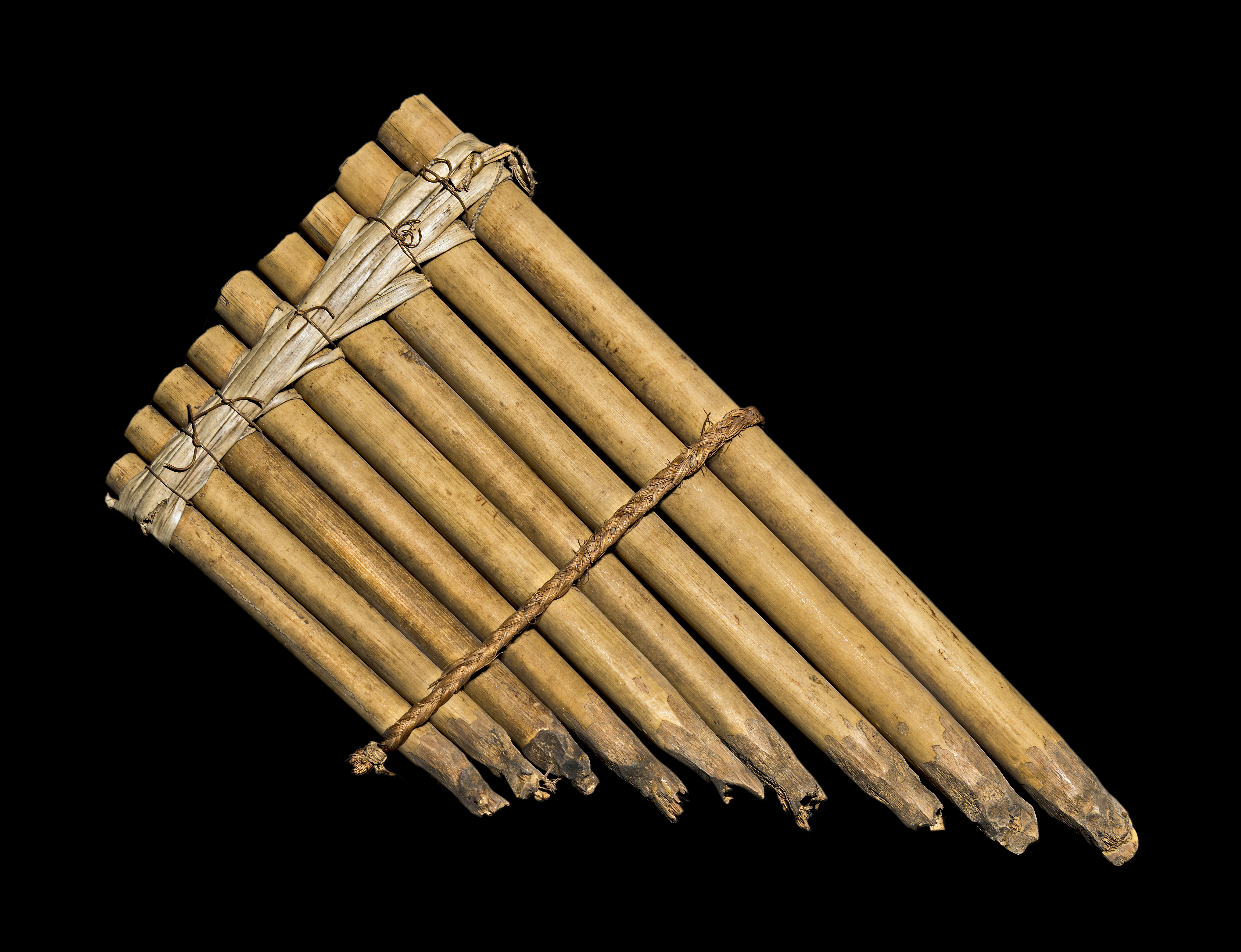
Flauto di Pan delle Isole Salomone, XIX secolo

L'incertezza sul modo migliore per delineare e definire la regione persiste ancora oggi. Il consenso accademico ora include la Nuova Guinea all'interno della Melanesia. Ann Chowning scrisse nel suo manuale del 1977 sulla Melanesia che non esiste un accordo generale, nemmeno tra gli antropologi, riguardo i confini geografici della Melanesia. 
Molti applicano il termine solo alle isole minori, escludendo la Nuova Guinea; le Figi sono state spesso trattate come una regione di confine anomala o addirittura assegnate interamente alla Polinesia; e gli abitanti delIe isole dello Stretto di Torres sono spesso classificati semplicemente come aborigeni australiani.  
Nel 1998, Paul Sillitoe scrisse: "Non è facile definire con precisione, su base geografica, culturale, biologica o di altro tipo, dove finisce la Melanesia e dove iniziano le regioni circostanti...". Concluse infine che la regione è una categoria storica che si è sviluppata nel XIX secolo dalle scoperte fatte nel Pacifico e legittimata dall'uso e dalle successive ricerche nell'area. Essa comprende popolazioni che condividono una certa affinità linguistica, biologica e culturale – una sorta di somiglianza indefinita, che sfuma ai suoi margini nella differenza. 
Sia Sillitoe che Chowning includono l'isola della Nuova Guinea nella definizione di Melanesia ed escludono l'Australia. La maggior parte dei popoli della Melanesia vive in Stati politicamente indipendenti o in regioni che attualmente ospitano movimenti indipendentisti attivi, come la Nuova Guinea occidentale (Indonesia) e la Nuova Caledonia (Francia). Alcuni hanno recentemente adottato il termine "Melanesia" come elemento di identità e fonte di emancipazione. 
Stephanie Lawson scrive che, nonostante "alcuni studiosi ritengano il termine problematico a causa delle sue associazioni storiche con l'esplorazione e la colonizzazione europea, nonché del razzismo in esse radicato", il termine "ha acquisito un significato e una rilevanza positivi per molte delle persone a cui si riferisce", e si è trasformato "da termine denigratorio a espressione di affermazione, fornendo una base positiva per l'identità subregionale contemporanea oltre che per un'organizzazione formale". 
A differenza di “Polinesia” e “Micronesia”, termini che fanno riferimento alle caratteristiche geografiche delle isole, “Melanesia” si riferisce specificamente al colore della pelle degli abitanti, identificati come la “razza nera dell’Oceania”.  Lo scrittore Bernard Narokobi ha sostenuto che il concetto di "Melanesian Way", inteso come forza culturale distintitva, possa conferire alla popolazione della regione un senso di potere e autodeterminazione. Questo concetto è stato anche usato in ambito geopolitico. Ad esempio, quando Vanuatu, Isole Salomone, Papua Nuova Guinea e Figi hanno stipulato un area di commercio preferenziale regionale, lo hanno chiamato Melanesian Spearhead Group.

## Storia

### Storia antica

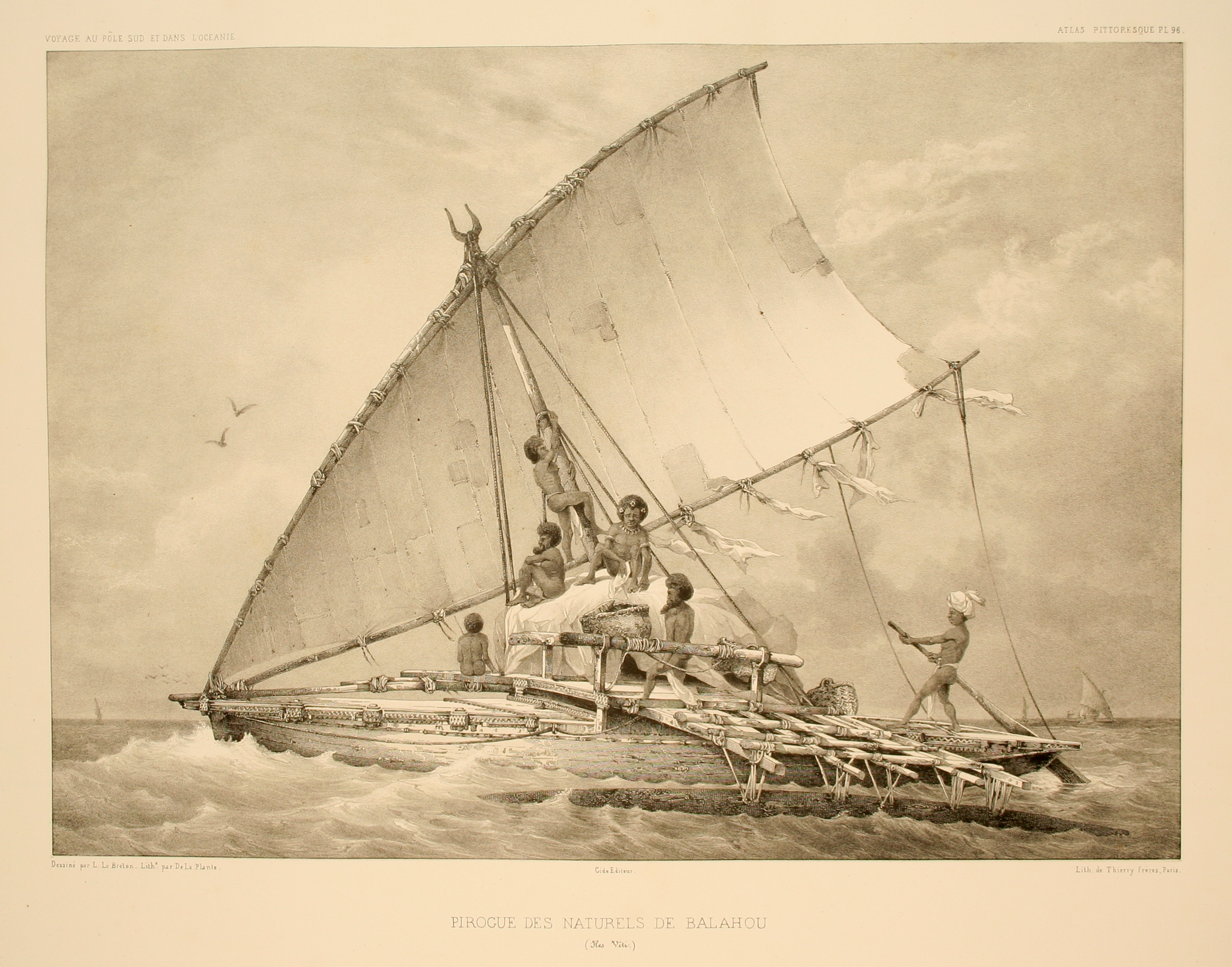
Marinai della Melanesia nell'Oceano Pacifico, 1846

Dispersione cronologica dei popoli austronesiani nell'Indo-Pacifico

Le popolazioni della Melanesia hanno un'origine antica particolare. Secondo la teoria della dispersione meridionale, popolazioni di ominidi provenienti dall'Africa si diffusero lungo il margine meridionale dell'Asia circa 50.000-100.000 anni fa. 
Per alcuni gruppi, il punto d'arrivo di questa antica migrazione fu l'antico continente di Sahul, un'unica massa terrestre che comprendeva le attuali Australia e Nuova Guinea. All'epoca, le due aree erano collegate da un ponte di terra, poiché il livello del mare era più basso rispetto a quello attuale. 
La prima migrazione verso Sahul avvenne oltre 40.000 anni fa. Alcuni migranti si stabilirono nella parte che oggi è la Nuova Guinea, mentre altri proseguirono verso sud e divennero gli antenati degli attuali aborigeni australiani.

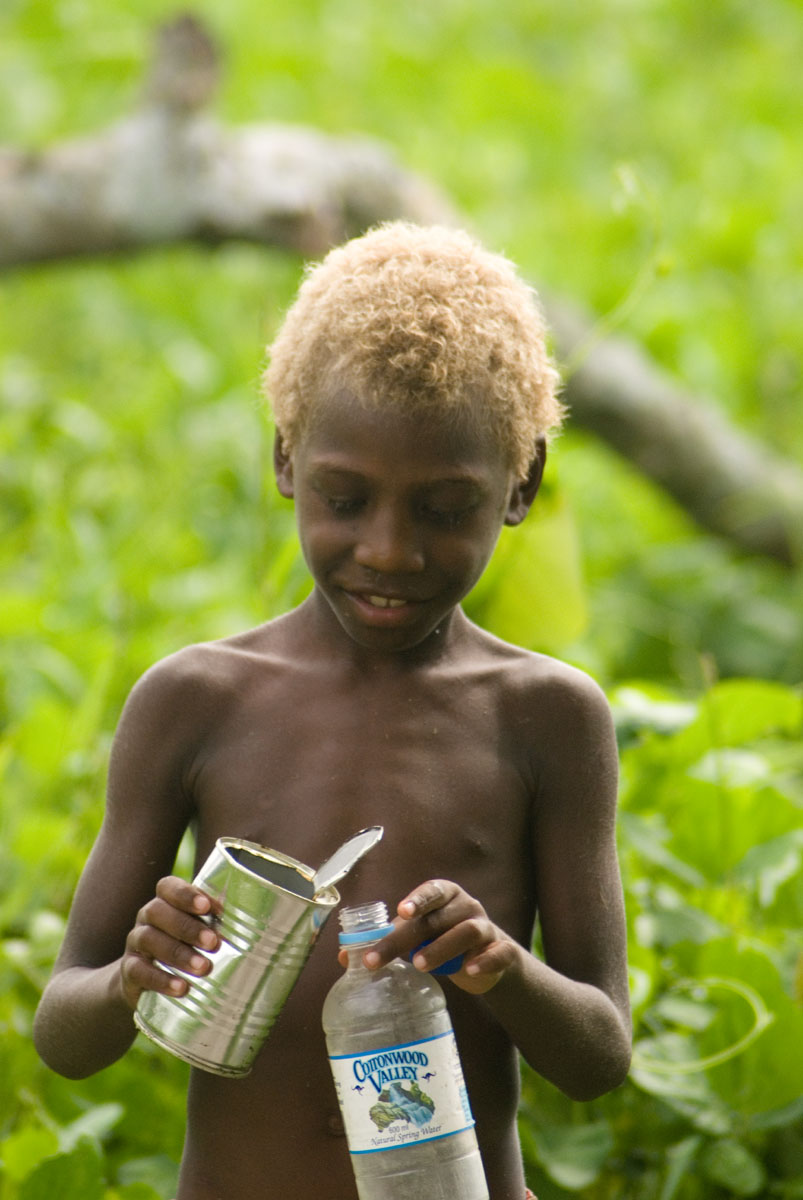
Bambino melanesiano di Vanuatu

Un'altra ondata di migranti austronesiani, originaria in ultima analisi da Taiwan, giunse in Melanesia molto più tardi, probabilmente tra il 4000 e il 3000 a.C. Si stabilirono principalmente lungo la costa settentrionale della Nuova Guinea e nelle isole situate a nord e a est della Nuova Guinea. Quando arrivarono, entrarono in contatto con i popoli indigeni di lingua papuana, presenti nella regione da molto più tempo.
Alcuni studiosi della fine del XX secolo elaborarono una teoria, nota come "teoria polinesiana", secondo la quale, in seguito all'arrivo dei nuovi gruppi austronesiani, vi sarebbe stato un lungo periodo di interazione con gli abitanti già presenti, che portò a complessi processi di mescolanza genetica, linguistica e culturale, nonché ad altri cambiamenti tra i discendenti di tutti i gruppi coinvolti.
Questa teoria è stata tuttavia messa in discussione dai risultati di uno studio genetico pubblicato dalla Temple University nel 2008, secondo il quale né i polinesiani né i micronesiani presentano una significativa relazione genetica con i melanesiani. I risultati dello studio suggeriscono che, dopo la migrazione degli antenati dei polinesiani dall’Asia orientale, avvenuta dopo lo sviluppo delle canoe a bilanciere, questi attraversarono rapidamente l’area melanesiana, in gran parte senza stabilirvisi, proseguendo invece verso est fino a insediarsi nelle regioni orientali dell’Oceania.
Le prove genetiche suggeriscono che questi gruppi lasciarono pochi discendenti in Melanesia e che, probabilmente, "si mescolarono solo in misura molto limitata con le popolazioni indigene locali". Lo studio ha trovato una modesta traccia genetica austronesiana (inferiore al 20%) in alcune popolazioni melanesiane di lingua austronesiana, ma non ha riscontrato alcuna traccia di questo tipo nei gruppi di lingua papuana.

## Demografia
I paesi e i territori riportati in questa tabella sono classificati secondo lo schema delle sottoregioni geografiche adottato dalle Nazioni Unite. Le informazioni presentate seguono le fonti citate negli articoli correlati; nei casi in cui le fonti differiscono, sono state indicate chiaramente le riserve. Questi territori e regioni possono essere oggetto di ulteriori classificazioni, a seconda della fonte e dello scopo di ciascuna descrizione.
| Stemma | Bandiera                      | Nome della regione, seguito dai paesi        | Superficie (km2) | Popolazione (2021) | Densità di popolazione (per km2) | Capitale                       | ISO 3166-1 |
| ------ | ----------------------------- | -------------------------------------------- | ---------------- | ------------------ | -------------------------------- | ------------------------------ | ---------- |
|        | Figi (bandiera)               | Fiji                                         | 18,270           | 924,610            | 49.2                             | Suva                           | FJ         |
|        | Nuova Caledonia (bandiera)    | Nuova Caledonia (Francia)                    | 19,060           | 287,800            | 14.3                             | Numea                          | NC         |
|        | Indonesia (bandiera)          | Reggenza delle Isole Aru, Maluku (Indonesia) | 6,426            | 108,834            | 17                               | Dobo                           | ID (ID-MA) |
|        | Indonesia (bandiera)          | Papua centrale (Indonesia)                   | 61,073           | 1,431,000          | 23                               | Wanggar, reggenza di Nabire    | ID (ID-PT) |
|        | Indonesia (bandiera)          | Papua Pegunungan (Indonesia)                 | 51,213           | 1,430,500          | 28                               | Walesi, reggenza di Jayawijaya | ID (ID-PE) |
|        | Indonesia (bandiera)          | Papua (Indonesia)                            | 82,681           | 1,035,000          | 13                               | Jayapura                       | ID (ID-PA) |
|        | Indonesia (bandiera)          | Papua meridionale (Indonesia)                | 117,849          | 522,200            | 4.4                              | Salor, reggenza di Merauke     | ID (ID-PS) |
|        | Indonesia (bandiera)          | Papua Sud-Occidentale (Indonesia)            | 39,123           | 621,904            | 16                               | Sorong                         | ID (ID-PD) |
|        | Indonesia (bandiera)          | Papua Occidentale (Indonesia)                | 60,275           | 561,403            | 9                                | Manokwari                      | ID (ID-PB) |
|        | Papua Nuova Guinea (bandiera) | Papua Nuova Guinea                           | 462,840          | 9,949,437          | 17.5                             | Port Moresby                   | PG         |
|        | Isole Salomone (bandiera)     | Isole Salomone                               | 28,450           | 707,851            | 21.1                             | Honiara                        | SB         |
|        | Vanuatu (bandiera)            | Vanuatu                                      | 12,200           | 319,137            | 22.2                             | Port Vila                      | VU         |
|        |                               | Melanesia (totale)                           | 1,000,231        | 14,373,536         | 14.4                             |                                |            |

## Lingue
La maggior parte delle lingue della Melanesia appartiene alla famiglia linguistica austronesiana o a una delle numerose lingue papuane. L'espressione "lingue papuane" si riferisce alla loro posizione geografica e non implica una relazione linguistica tra esse. In realtà, comprendono molte famiglie linguistiche separate. Secondo una stima, in Melanesia si parlano 1.319 lingue distribuite su un’area relativamente ridotta: in media, vi è una lingua ogni 716 chilometri quadrati dell’isola. Si tratta della più alta concentrazione di lingue diverse al mondo, quasi tre volte superiore a quella della Nigeria, paese noto per l’elevato numero di lingue in un territorio ristretto.
Oltre alle numerose lingue indigene della Melanesia, nella regione si sono sviluppati pidgin e lingue creole derivanti dagli scambi commerciali e dalle interazioni culturali, sia interne sia con il resto del mondo. Tra queste, le più note sono il Tok Pisin e l'Hiri Motu in Papua Nuova Guinea, oggi entrambe considerate lingue creole a sé stanti. L’uso del Tok Pisin è in crescita e in alcuni casi viene appreso come prima lingua, soprattutto in famiglie multiculturali. Altri esempi di creoli melanesiani sono l'Unserdeutsch, il Pijin delle Isole Salomone, il Bislama e il Malese Papuano.
c

## Geografia

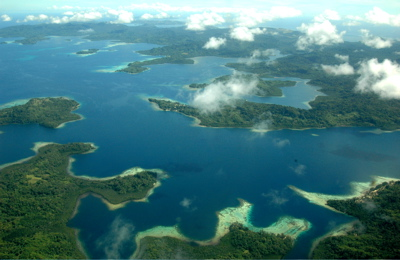
Vista aerea delle Isole Salomone

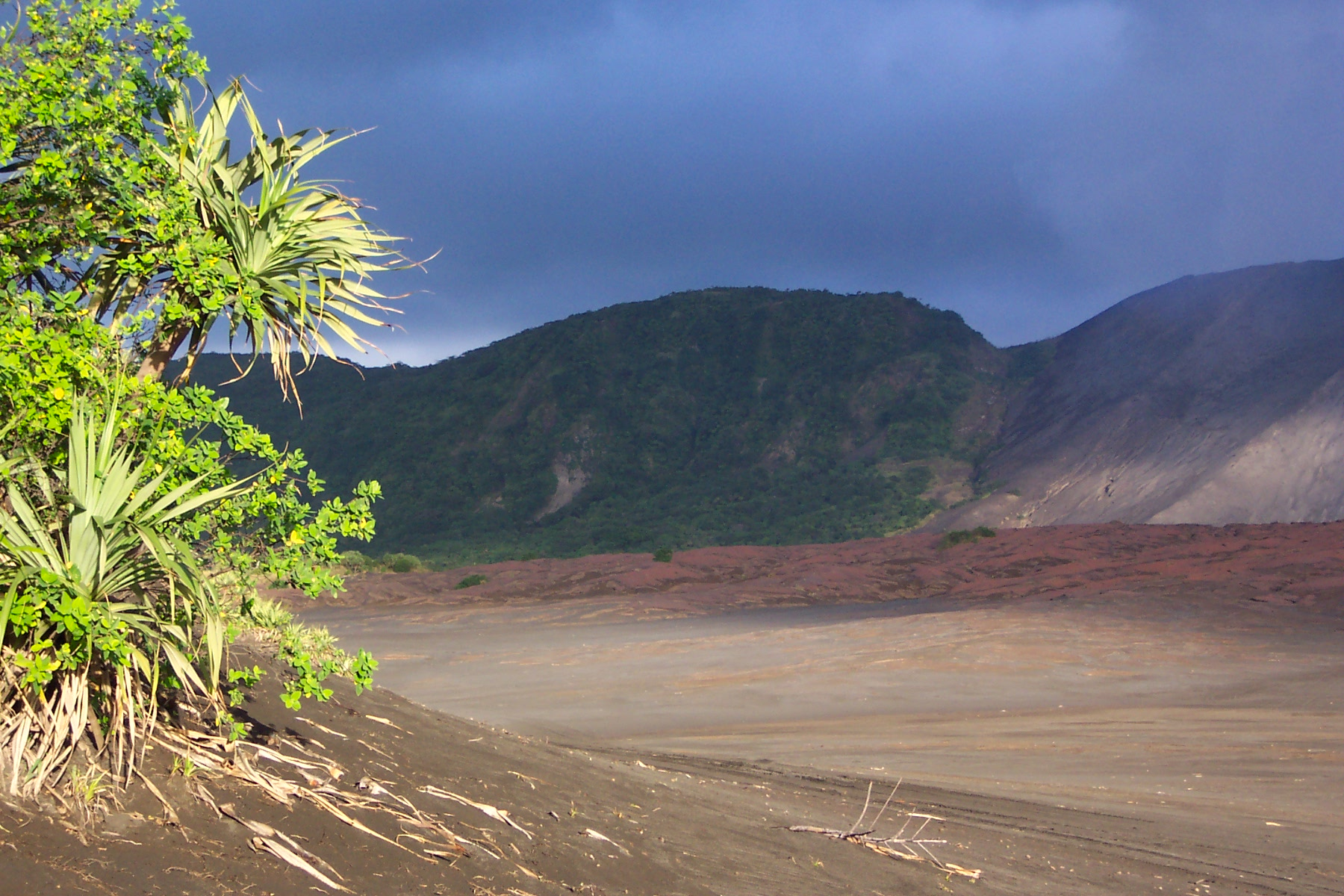
Pianura di cenere del monte Yasur a Vanuatu

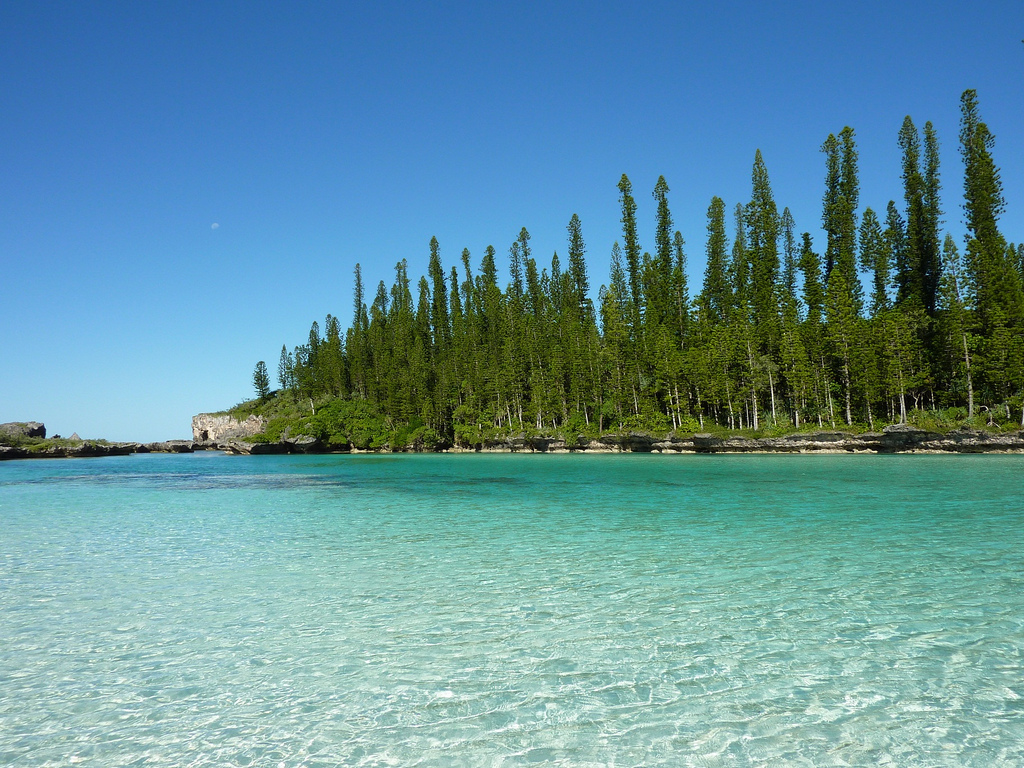
Nuova Caledonia

Mappa della classificazione climatica di Köppen-Geiger della Melanesia

Si distingue spesso tra l’isola della Nuova Guinea e quella che viene definita “Melanesia insulare”, costituita da “una catena di arcipelaghi, isole, atolli e scogli che formano i confini esterni del riparato mare corallino a forma ovale”. Ne fanno parte l’arcipelago delle Louisiade (parte della Papua Nuova Guinea), l’arcipelago di Bismarck (parte della Papua Nuova Guinea e delle Isole Salomone) e le isole Santa Cruz (parte dello Stato delle Isole Salomone). 
Lo Stato di Vanuatu è formato dalla catena delle isole Nuove Ebridi (in passato, “Nuove Ebridi” era anche il nome dell’unità politica situata su queste isole). La Nuova Caledonia è composta da un’isola principale e da diverse catene minori, tra cui le isole della Lealtà. La nazione delle Figi comprende due isole principali, Viti Levu e Vanua Levu, e altre isole minori, tra cui le isole Lau.
Dal punto di vista geologico, l'isola della Nuova Guinea fa parte del continente australiano. La Nuova Caledonia è geologicamente parte della Zealandia, così come l'isola Norfolk.
I nomi delle isole della Melanesia possono essere fonte di confusione: hanno nomi sia indigeni che europei. I confini nazionali a volte attraversano gli arcipelaghi. I nomi delle unità politiche della regione sono cambiati nel corso del tempo e in alcuni casi hanno incluso termini geografici. 
Ad esempio, l'isola di Makira era un tempo conosciuta come San Cristobal, il nome che le fu dato dagli esploratori spagnoli. Essa fa parte dello Stato delle Isole Salomone, uno stato-nazione non corrispondente a un arcipelago continuo. Il confine tra la Papua Nuova Guinea e le Isole Salomone separa l'isola di Bougainville dalle vicine isole di Choiseul, sebbene Bougainville faccia geograficamente parte dell'arcipelago che comprende Choiseul e gran parte delle Isole Salomone.
Oltre alle isole già citate, la Melanesia comprende numerose isole minori e atolli. Tra queste si trovano:
- Isole Aru, Maluku, Indonesia
- Isole Biak, Papua, Indonesia
- Isole D'Entrecasteaux, Papua Nuova Guinea
- Isola di Kolepom e Komolom, Papua meridionale, Indonesia
- Isola Norfolk, Australia (solo geograficamente)
- Isole Raja Ampat, Papua sudoccidentale, Indonesia
- Rotuma, Figi
- Isole dello Stretto di Torres, politicamente divise tra Australia e Papua Nuova Guinea
- Isole Trobriand, Papua Nuova Guinea
- Isola Woodlark, Papua Nuova Guinea
- Isole Yapen, Papua, Indonesia

L'isola Norfolk, citata sopra, presenta evidenze archeologiche di insediamenti polinesiani orientali piuttosto che melanesiani. Rotuma, nelle Figi, ha forti affinità culturali ed etnologiche con la Polinesia.

## Geografia politica
I seguenti paesi sono considerati parte della Melanesia:
- Figi
- Papua Nuova Guinea
- Isole Salomone
- Vanuatu

La Melanesia comprende inoltre:
- Indonesia – Nuova Guinea Occidentale: Papua Centrale, Papua Montuosa, Papua, Papua Meridionale, Papua Sudoccidentale e Papua Occidentale
- Indonesia – Isole Molucche (solo le Isole Aru)
- Nuova Caledonia – una collettività di tipo particolare della Francia

Diversi stati della Melanesia sono membri di organizzazioni intergovernative e regionali. Papua Nuova Guinea, Figi, Isole Salomone e Vanuatu sono membri del Commonwealth delle Nazioni e del Melanesian Spearhead Group.

## Studi genetici
È stato scoperto che i melanesiani possiedono tracce di un terzo ominide arcaico, oltre agli antenati Denisovani (3-4%) e Neanderthal (2%) in una commistione genetica con i loro genomi per il resto moderni di Homo sapiens sapiens.
La frequente presenza di capelli biondi tra queste popolazioni è dovuta a una specifica mutazione casuale, diversa dalla mutazione che ha portato ai capelli biondi nelle popolazioni indigene delle regioni settentrionali del globo. Questa è la prova che il genotipo e il fenotipo dei capelli biondi si sono manifestati almeno due volte nella storia umana.